# Cercle de Nara
Pour les articles homonymes, voir Nara (homonymie).
Le Cercle de Nara est une circonscription administrative malienne de la région de Nara. Il constitue depuis 2023, le 1er cercle de la 14e région administrative du Mali.

## Histoire
A l'époque du Soudan français, la subdivision de Nara adjointe au cercle de Nioro par arrêté du 28 octobre 1944, est érigée en cercle par arrêté du 24 avril 1956. Il est confirmé par la loi 60-5 AL-RS du 7 juin 1960, il est alors l'un des 5 cercles de la région de Bamako.
Avant la réforme administrative de 2012, le cercle s'étend au nord de la région de Koulikoro et compte 11 communes : Allahina, Dabo, Dilly, Dogofry, Fallou, Guénéibe, Guiré, Koronga, Nahrra, Niamana et Ouagadou.

## Administration
Depuis en 2023, le cercle codé en 1401, compte 3 communes, 2 arrondissements et 42 VFQ : villages, fractions et quartiers. 
| Code   | Arrondissement                 |
| ------ | ------------------------------ |
| 140101 | Arrondissement central de Nara |
| 140102 | Arrondissement de Goumbou      |

| Code     | Commune  | Chef-lieu | VFQ | Superficie (km2) |
| -------- | -------- | --------- | --- | ---------------- |
| 14010101 | Nara     | Nara      | 17  | 1225             |
| 14010102 | Guénéibe | Guénéibe  | 18  | 1876             |
| 14010201 | Ouagadou | Goumbou   | 7   | 1062             |